# ناحیه البرتا، شهرستان بنتون، مینه‌سوتا
شهرستان البرتا، بخش بنتون، مینه‌سوتا (به انگلیسی: Alberta Township, Benton County, Minnesota) یک منطقهٔ مسکونی در ایالات متحده آمریکا است که در مینه‌سوتا واقع شده است.

## خصوصیات
شهرستان البرتا ۹۳٫۸ کیلومترمربع مساحت و ۸۱۸ نفر جمعیت دارد و ۳۷۳ متر بالاتر از سطح دریا واقع شده است.